# Zoltan Paulinyi
Zoltán Paulínyi Körmendy (Pittsfield, MA, 1977) conhecido pelo nome artístico de Zoltan Paulini, é um violinista, violista (barroco e moderno) e compositor americano-brasileiro. É profissionalmente ativo desde 1995, e utiliza principalmente instrumentos fabricados e restaurados pelo luthier Carlos Martins del Picchia.

## Formação
Foi aluno de violino de Ricardo Giannetti por 15 anos, estudando, em cursos e masterclasses, com Ruggiero Ricci, Leopold La Fosse, entre outros. Estudou violino barroco com Manfred Kraemer, Michaela Comberti, Luis Otavio Santos. 
Foi aluno de composição de Oiliam Lanna, Oscar Edelstein, além de realizar cursos com Harry Crowl e Bochman. 
Participou de vários festivais e masterclasses em Juiz de Fora, Brasília e Curitiba, e também na Inglaterra e Suécia (Dartington, Aberystwith e Estocolmo).
De formação multi-disciplinar, é bacharel em Física pela Universidade Federal de Minas Gerais (1999), mas logo se voltou exclusivamente à música, tanto em performance quanto no ensino.

## Carreira
Fundador do Duo Magyar (1994), Orquestra de Cordas MUSICOOP/SesiMinas em Belo Horizonte (1995), Quarteto Amizade (2003), Duo SPES (2006), Trio Sonare (2006), entre outros grupos de câmara em Belo Horizonte e Brasília dedicados à divulgação de música barroca e contemporânea.
É o primeiro violinista da Orquestra Sinfônica do Teatro Nacional Claudio Santoro desde o ano de 2000 em Brasília, cidade onde vem produzindo festivais e promovendo recitais e masterclasses de músicos do exterior. Tem promovido a música brasileira na Europa, especialmente após estrear seu piano-trio na Espanha em janeiro de 2008.

## Discografia

### Produção própria
- CD Imagens (2008) - obras de Harry Crowl e Zoltan Paulinyi para violino e viola-pomposa; participação especial do Trio Magyar e Duo Spes.
- Quinteto Amizade (2005) - obras inéditas de Glazunov, Arthur Bosmans e o clássico quinteto de Weber (cordas e clarinete).
- Duo Magyar: Rabeca Moderna (2002) - Repertório brasileiro para o duo de violinos, com composições de Ernst Mahle, Sérgio Nogueira, Felippe Maravalhas, Zoltan Paulinyi e Ernani Aguiar.

### Participação em outras produções
- DVD da Orquestra Sinfônica do Teatro Nacional Claudio Santoro, em parceria com o SESC-Brasília, recital comemorativo ao 7 de Setembro de 2006 (árias de óperas).
- CD da Orquestra Barroca do Festival de Juiz de Fora 2005, premiado com o Diapason d'or.
- DVD e CD da Orquestra Barroca do Festival de Juiz de Fora 2004.

## Destaques e prêmios
- 2005 - composição "Anedota" para flauta selecionada para a XVI Bienal de música contemporânea (9 de novembro de 2005), promovido pela FUNARTE.
- 2002 - Vencedor do Concurso Nacional Jovens Solistas de Goiânia, promovido pela UFG, dias 4 e 5 de maio.
- 1998 -Troféu Pró-Música 1998 dos Críticos de Arte (Março/99): Instrumentista “Revelação” de Minas Gerais.

## Publicações e artigos
- E. J. S. Fonseca, Zoltan Paulini, P. Nussenzveig, C. H. Monken, and S. Pádua, Nonlocal de Broglie wavelength of a two-particle system, Physical Review A 63, 043819, Issue 4, April 2001.

http://link.aps.org/abstract/PRA/v63/e043819 , DOI: 10.1103/PhysRevA.63.043819
- Zoltan Paulinyi, Sobre o objetivo das artes, Revista Palavra, AFEMIL, Ano VII, número 2, 1998.
- Zoltan Paulinyi, Simple-logger (Macintosh software), CD-ROM HyperLib Disc 1, ASCII Super Pack for Mac 1000, 1997 Summer, Japão.

## Composições principais e arranjos

### Solo
- Violino/viola: Entre Serras e Cerrado (1995), Flausiniana (1996), Hino Nacional Brasileiro (1999), Abstrato (2003), Acalanto n. 1 (2003)
- Viola-pomposa (5 cordas): Oblação (2007), Toada (2006)
- Flauta: Anedota (2004) – Selecionada para a Bienal de 2005 no Rio de Janeiro.
- Órgão barroco: Oração (2005), Arioso e Fuga (à moda antiga) 1999
- Piano: Poslúdio (2006), Biduo d'ouro (2006).

### Câmara
- Violino (viola) & piano: Minimarcha (1996) – para estudantes.
- Violino & clarinete: Acalanto n. 2 (2003)
- Clarinete e fagote: Brincadeira de Roda (2005)
- Violino e fagote: Pluma (2007), Sonhos Sonoros (2008).
- 2 violinos (violas): Sonatina (2001), Hipnose (2002), gravados pelo Duo Magyar em 2002.

Hino Nacional Brasileiro (arr. - 2002), Hino Nacional Húngaro (arr. – 2002)
- Biduo d'ouro: dezenas de combinações instrumentais (2006).
- 2 violinos, clarinete, narrador e imagens: Via Sacra, cenas 11 & 12 (2004), n. 7 & 10 (2005), n. 1, 2 & 8 (2006)
- Voz: Canção da Esperança (1999), Salmos 22, 107, 78, 146, Acalanto n. 3 (2003), Salmo 51 (2005), para violino e soprano

Bodas de Caná, para 2 violinos, clarinete e tenor (2002)
- Quartetos (oboé e cordas): Teu Desprezo (2001), Pimenta nos Cuscuz (arr. - 2001), Descendo a Serra (arr. - 2002), Capoeira (2002)
- Quarteto de cordas: Gesto (2008)
- Quinteto (flauta e cordas): Caleidoscópio n.1 (2004)

### Coral
- SATB: Salmo 150 (2002), A Casa (2004)

### Orquestra
- Cordas: Ipê Sorrindo (2008), 5 canções de amor de Guarnieri (arr. - 2007), Três ponteios de Guarnieri (arr. – 1997)
- Grupos maiores: Partita Nupcial (2006), Gavotte de O.Lanna (arr. – 2006), Caleidoscópio n.2, n.3, n. 4 (2004)